# Multi Level Marketing
Multi Level Marketing (Marketing multi-nivel) este o altă denumire pentru sistemele de vânzări directe ce constă în vânzarea de bunuri sau servicii de către un producător fabricant  printr-o rețea de vânzători independenți, deși coordonată în aceeași rețea comercială. Există un inițiator al unei astfel de scheme, care își face propria echipă. Fiecare membru al echipei încearcă, la rândul său, să-și facă propria echipă. Sistemul se repetă atâta cât permite piața. Firește, cel care inițiază sistemul este avantajat. El percepe comisioane și supra-comisioane de la toți cei care se află sub nivelul său în piramida de vânzări.
Vânzarea directă este comercializarea produselor și serviciilor direct către consumator în afara unei unități comerciale, printr-o demonstrație personalizată de către un reprezentant al companiei vânzătoare. Companiile de vânzări directe au o mare rețea independentă de profesioniști care vând produse de calitate cu garanții de returnare a banilor.
Vânzare directă în Europa Șapte milioane de oameni, unul din 70 de europeni, sunt dedicați acestui sector care promovează egalitatea în afaceri și antreprenoriatul, crescând cu o rată de 3,5% pe an. Dintre europenii care obțin venituri prin vânzare directă, 84% sunt femei, comparativ cu 16% bărbați. (Sursa: SELDIA)

## Veniturile obținute din acest sistem
Câteva surse au comentat despre nivelul veniturilor ale anumitor MLM-uri sau ale MLM-urilor în general:
- The Times: „Investigațiile guvernului afirmă că au descoperit că doar 10% din agenții Amway din Marea Britanie fac profit, cu mai puțin de unul din zece agenți vânzând măcar un singur obiect din produsele grupului.”[1]
- Scheibeler, un membru de nivel înalt „Smarald” al Amway: „Judecătorul britanic Norris a stabilit în 2008 că dintr-o populație de 33 000 de IBO [Independent Business Owners], 'doar în jur de 90 aveau suficiente încasări pentru a acoperi costurile clădirii propriei afaceri.' Aceasta este o cotă de pierderi reprezentând 99,7% din investitori.”[2]
- Newsweek: bazându-se pe propria declarație de venituri a Mona Vie din 2007 „mai puțin de 1% au obținut comisioane iar dintre aceștia mai puțin de 10% au câștigat mai mult de 100 USD/săptămână.”[3]
- Business Students Focus on Ethics: „În SUA, venitul anual din sistemul MLM pentru 90% din membrii MLM este nu mai mult de USD 5000, ceea ce este departe de a fi suficient pentru a constitui un mijloc de trai (San Lian Life Weekly 1998)”[4]
- USA Today a publicat câteva articole:

- „În timp ce potențialul de câștig variază funcție de companie și talentul în vânzări, DSA afirmă că venitul median anual pentru cei implicați în vânzări directe este de USD 2400.”
- Într-un articol din 15 octombrie 2010 afirma că documentele unui MLM numit Fortune lasă să se vadă că 30% din reprezentații lui nu câștigă nimic iar 54% din restul de 70% câștigă doar 93 USD/lună. Articolul afirmă de asemenea că Fortune este cercetat de Procurorii Generali din Texas, Kentucky, North Dakota și North Carolina iar în viitor din Missouri, South Carolina, Illinois și Florida în urma plângerilor contra acestei companii.
- Un articol din 10 februarie 2011 afirmă „Poate fi foarte dificil, ba chiar imposibil, pentru cei mai mulți oameni să câștige mult prin vânzarea directă de produse către consumatori. Iar la câștiguri mari se referă adesea cei care recrutează membri.”  
- „Roland Whitsell, un fost profesor universitar de afaceri care a cheltuit 40 de ani pentru a cerceta pericolele marketingului multi-nivel:” „Ați avea dificultăți să descoperiți pe cineva care face mai mult de USD 1,50/oră, produsul primar fiind șansa. Cea mai puternică și mai tare forță motivațională de azi este falsa speranță.”

## Critici
FTC din SUA a emis o decizie, In re Amway Corp., în 1979 în care indica faptul că marketingul multi-nivel nu era ilegal per se în SUA. Totuși, Amway a fost găsită vinovată de fixarea prețurilor (prin a cere în mod efectiv distribuitorilor „independenți” să vândă toți la același preț fix) și pentru a emite pretenții exagerate referitoare la câștiguri.

FTC a emis recomandarea ca organizațiile de marketing multi-nivel care au stimulentele de recrutare mai mari decât stimulentele de vânzări să fie privite cu scepticism. FTC avertizează de asemenea asupra practicii de a obține comisioane pentru recrutarea de noi membri, care este ilegală în cele mai multe state americane, sub numele de „piramidare”. În aprilie 2006, ea a propus o Regulă de Oportunități de Afaceri menită să ceară ca toți vânzătorii de oportunități de afaceri — inclusiv schemele MLM — să ofere suficiente informații pentru a permite potențialilor cumpărători să facă decizii informate asupra posibilităților lor de a câștiga bani. În martie 2008, FTC a exclus companiile de marketing multi-level (MLM) din Regula de Oportunități de Afaceri propusă:
Propunerea revizuită, nu se va referi totuși la companiile de marketing multi-level sau la unele companii care s-ar fi putut strecura în mod accidental sub aplicarea propunerii din aprilie 2006.
Walter J. Carl a afirmat într-un articol din 2004 din Western Journal of Communication că „organizatiile MLM au fost descrise de unii drept secte (Butterfield, 1985), scheme piramidale (Fitzpatrick & Reynolds, 1997), sau organizații pline de dezinformare, amăgiri și comportament imoral (Carter, 1999), cum ar fi folosirea discutabilă a discursului evanghelic pentru a promova afaceri (Hopfl & Maddrell, 1996) și drept exploatarea relațiilor personale în scop de câștig financiar (Fitzpatrick & Reynolds, 1997).” În China, voluntarii care lucrau pentru a salva oamenii căzuți pradă unor astfel de scheme au fost atacați corporal.
MLM-urile sunt de asemenea criticate pentru a nu fi în stare de a-și onora promisiunile făcute majorității participanților datorită conflictului lor fundamental cu normele culturale occidentale. Există chiar afirmații că ratele de succes pentru reușita în afaceri sau doar pentru a face vreun câștig sunt mult mai coborâte decât în cazul altor tipuri de afaceri: „Marea majoritate a MLM-urilor sunt MLM-uri bazate pe recrutarea de noi membri, în care participanții sunt obligați să recruteze în mod agresiv pentru a face profit. Conform datelor disponibile de la însăși companiile MLM, rata de pierderi pentru MLM-urile bazate pe recrutare este de aproximativ 99,9%; adică 99,9% din participanți pierd bani după facerea bilanțului cheltuielilor totale, inclusiv al cumpărăturilor de la companie.” În parte, aceasta se întâmplă datorită încurajării celor recrutați de a „recruta oameni pentru a concura cu [ei]” ceea ce duce la „saturarea pieței”.
Altă critică este că MLM-ul și-a depășit utilitatea ca pratică legitimă de afaceri. Argumentele sunt că în vremea în care SUA consta dintr-o serie de orașe izolate și relativ mici și de arii rurale care nu erau ușor accesibile micilor companii, MLM-ul era un mod folositor de a aduce produsele și serviciile la cunoștința oamenilor și pentru a-i face să le cumpere. Dar odată cu apariția comerțului prin internet, cu posibilitatea de a face reclamă și de a vinde direct consumatorilor, modelul MLM a devenit depășit. Prin urmare azi aproape toate MLM-urile moderne vând în mod ostentativ bunuri și servicii mult peste prețul obișnuit (în cazul că este chiar vorba de bunuri sau servicii) ca o acoperire subțire pentru a pretinde legitimitate, în timp ce membrii lor sunt îndrumați să recruteze tot mai mulți oameni pentru MLM, transformându-le în mod efectiv în scheme piramidale.
Datorită acestor motive, a încuraja recruții să recruteze mai departe oameni care să le facă concurență i-a condus pe unii să afirme că cele mai bune MLM-uri moderne nu sunt decât scheme piramidale legale cineva afirmând chiar: „companiile de marketing multi-nivel au devenit o formă acceptată și legală de schemă piramidală în Statele Unite ale Americii” în timp ce altcineva afirma: „marketingul multi-nivel, o formă de schemă piramidală, nu este neapărat fraudulos.”
În octombrie 2010 s-a publicat faptul că unele companii de marketing multi-nivel erau investigate de un număr de procurori statali generali conform unor învinuiri că agenții de vânzări erau plătiți în mod preponderent pentru recrutare și că recruții mai recenți nu pot câștiga deloc sume similare celor intrați inițial în sistem.

### Cerințele de vânzări minime
Unele companii, multe dintre ele membre ale Direct Selling Association, cer distribuitorilor lor să facă un minim de cumpărături („pay to play”) pentru a fi eligibili pentru comisioane și pentru promovarea lor în afacere. De exemplu, Nefful a stipulat ca obligatorii un minim de „volum de vânzări personale” în fiecare lună de 20,00 USD pentru a putea obține comisioane. Astfel de „stimulente” sunt un „semn de avertizare” conform Consumer Awareness Institute. WatchForScams.com previne de asemenea despre condițiile care obligă vânzătorii să fie „dedicați unui volum minim de vânzări pe lună” ele fiind un semn distinctiv al potențialelor escrocherii.
Adesea, astfel de „vânzări” nu sunt vânzări reale ci mai degrabă „vânzătorul” cumpără cantitatea minimă cerută pentru ca să satisfacă cerințele de recompensare. De fapt Codul Etic al Direct Selling Association stabilește că vânzările cerute pot fi „bazate pe vânzări către vânzătorii direcți în mod individual pentru folosul lor propriu sau propriu lor consum.” Scrisoarea de sfătuire a personalului din 2004 a Federal Trade Commission către Direct Selling Association observă că acest minim de vânzări poate fi folosit pentru „a ascunde acele plăți care apar ca și cum ar fi fondate pe vânzarea de bunuri sau servicii” — prin urmare o companie de vânzări directe evită în acest mod să fie etichetată drept schemă piramidală în baza unui detaliu legislativ care stipulează că scheme piramidale sunt doar cele care nu fac vânzări, în conformitate cu decizia In re Amway Corp.